# فرودگاه کاگو کایو
 فرودگاه کاگو کایو (به انگلیسی: Kago Kaju Airport) یک فرودگاه همگانی، غیرنظامی است که یک باند فرود سنگفرش دارد. این فرودگاه در کشور سودان جنوبی قرار دارد و در ارتفاع ۷۶۲ متری از سطح دریا واقع شده است.